# 大胡菜夕
大胡 菜夕（おおご なゆ、1980年2月18日 - ）は、日本で活動しているフリーラジオパーソナリティ、タレントである。
東京都文京区出身。日本大学芸術学部卒業。既婚者で2児の母でもある。

## 経歴・人物
大学卒業後、東京ディズニーシーなどに勤務する傍ら、千葉ロッテマリーンズやSEIBUプリンス ラビッツのチアリーディングチームに所属。2009年に一般公募から東北放送（TBCラジオ）の『イーグルス応援パーソナリティ』に選ばれ、タレント活動を開始。TBCの野球関連番組に出演する傍ら、スカイAの中継ではベンチリポートも行った（2009年10月11日の楽天対ソフトバンク戦）。
幼少時からの野球ファンであり、かねてから野球場に足繁く通い続けた。「野球場にいるだけで幸せ」と語る。

## 出演番組
過去
- TBCパワフルベースボール（2009年-2011年ナイターイン期（平日）、スタジオからの応援FAX紹介を担当。まれに球場からも出演）
- TBCパワフルベースボールPlus（2011年ナイターイン期、火曜・水曜パーソナリティ）
- 熱血!ベースボールスタジアム（2009年-2010年ナイターイン期、メインパーソナリティ）
- 日刊BUKATSU魂!!（2009年ナイターオフ期、木・金曜に出演）
- アスリート・ラジオ（2009年ナイターオフ期、佐藤修とともに出演）